# Matrice de Hilbert
En algèbre linéaire, une matrice de Hilbert (en hommage au mathématicien David Hilbert) est une matrice carrée de terme général
{\displaystyle B_{i,j}:={\frac {1}{i+j-1}}.}
Ainsi, la matrice de Hilbert de taille 5 vaut
{\displaystyle {\mathcal {B}}={\begin{pmatrix}1&{\frac {1}{2}}&{\frac {1}{3}}&{\frac {1}{4}}&{\frac {1}{5}}\\[4pt]{\frac {1}{2}}&{\frac {1}{3}}&{\frac {1}{4}}&{\frac {1}{5}}&{\frac {1}{6}}\\[4pt]{\frac {1}{3}}&{\frac {1}{4}}&{\frac {1}{5}}&{\frac {1}{6}}&{\frac {1}{7}}\\[4pt]{\frac {1}{4}}&{\frac {1}{5}}&{\frac {1}{6}}&{\frac {1}{7}}&{\frac {1}{8}}\\[4pt]{\frac {1}{5}}&{\frac {1}{6}}&{\frac {1}{7}}&{\frac {1}{8}}&{\frac {1}{9}}\end{pmatrix}}.}
Les matrices de Hilbert servent d'exemples classiques de matrices mal conditionnées, ce qui en rend l'usage très délicat en analyse numérique. Par exemple, le coefficient de conditionnement (pour la norme 2) de la matrice précédente est de l'ordre de 4,8×10⁵.
Le déterminant de telles matrices peut être calculé de façon explicite, comme cas particulier d'un déterminant de Cauchy.
Si on interprète le terme général de la matrice de Hilbert comme 
{\displaystyle B_{i,j}=\int _{0}^{1}x^{i+j-2}\,\mathrm {d} x,}
on peut y reconnaître une matrice de Gram pour les fonctions puissances et le produit scalaire usuel sur l'espace des fonctions de [0, 1] dans {\displaystyle \mathbb {R} } de carré intégrable. Puisque les fonctions puissances sont linéairement indépendantes, les matrices de Hilbert sont donc définies positives.